# Gót Szent Szabbász
 Gót Szent Szabbász (románul: Sava Gotul, görögül: Σάββας ο Γότθος; 372. április 12-én halt meg) keresztény mártír és szent.

## Élete és üldöztetése
Szabbász (más néven Szaba) 334-ben született egy faluban a Bodza-folyó völgyében, és a mai romániai Havasalföld területén élt, és fiatalon áttért a keresztény hitre. Hagiográfiája azt állítja, hogy nemzetisége szerint gót volt, és az ottani vallási közösség kántora lehetett.
369 körül Athanaric tervingi király  keresztényeküldözésbe kezdett az általa uralt területen. Először egy, a forrásokban meg nem nevezett gót főember kezdte meg a kereszténység elnyomását Szabbász lakóhelyén. Amikor ügynökei megérkeztek a faluba, ahol Szabbász élt, arra kényszerítették a falubelieket, hogy egyenek pogány áldozati húst. A jeruzsálemi zsinat határozata értelmében ez súlyos bűn volt. A beszámoló szerint a pogány falusiak segíteni akartak keresztény társaikon és az áldozati hús egy részét kicserélték olyan húsra, ami nem volt felajánlva a pogány isteneknek. Szabbász azonban látványosan visszautasította az összes étel elfogyasztását. Ekkor a falusiak száműzték, de nemsokára megengedték neki, hogy hazatérjen.
Valamivel később a gót főember visszatért a faluba és megkérdezte, hogy van-e ott keresztény. A pogány falusiak ismét segíteni akartak és esküvel akarták megerősíteni, hogy nincs keresztény közöttük. Ekkor Szabbász előlépett és kijelentette: „Senki ne esküdjön énérettem! Én keresztény vagyok." Szabbász szomszédjai akkor azt mondták róla, hogy ő egy szegény ember, akinek nincs semmije. A pénzéhes főember ezután elbocsátotta őt, mert nem tudott belőle hasznot húzni és veszélytelennek látta, mondván: "Ez nem tud nekünk se jót, se rosszat tenni."
372-ben Szabbász együtt ünnepelte Szanszalasz pappal a húsvétot. Három nappal húsvét után Atharid, Athanaric alkirályának, Rothesteusnak a fia a faluba ment, hogy letartóztassa Szanszalászt. Ekkor elfogták Szabbászt is, akit meztelenül tövises bokron át vonszoltak, végül odakötözték egy szekér tengelyéhez és megkorbácsolták. Éjszaka egy falusi nő szabadon engedte, de ő ahelyett, hogy megszökött volna, inkább beállt a nő mellé segíteni neki a munkájában. Másnap Atharid parancsára újból elfogták és a kezénél fogva felkötözték egy ház gerendájára. Amikor pogány áldozati hússal kínálták bátran ezt felelte: "Ki adta nektek ezt a parancsot?" a katonák ezt felelték: "Urunk, Atharid". Szabbász erre azt felelte: "Egy úr van, az Isten a Mennyben, de Atharid csak egy ember, istentelen és átkozott és ez a veszendő étel is tisztátalan és szentségtelen, mint Athrid, aki küldte." Ezzel Szabbász annyira feldühítette Atharid egyik emberét, hogy az teljes erőből hozzávágott egy mozsártörőt, úgy hogy a közelben lévők biztosak voltak benne, hogy meghalt, azonban csodálatos módon nem okozott neki sérülést.

## Mártíromsága és ereklyéinek sorsa
A gót Atharid herceg halálra ítélte Szabbászt, és elrendelte, hogy fojtsák bele a Bodza-folyóba. Miközben a katonákkal ment, egész úton dicsőítette Istent. A katonák emiatt őrültnek tartották. Amikor a folyóhoz értek, arról beszéltek, hogy szabadon engedik és Atharid soha nem fogja megtudni, hogy mi történt vele. Szabbász azonban felszólította őket kötelességük teljesítésére: „Miért vesztegetitek az időt azzal, hogy ostobaságokat beszéltek és nem azt csináljátok, amit mondanak nektek? Mert látom, amit ti nem láthattok: odaát, a másik oldalon, dicsőségben állnak a szentek, akik azért jöttek, hogy befogadjanak engem." Ekkor a katonák egy faággal a nyakánál fogva a víz alá nyomták és így megfulladt.
Amikor meghalt, kihúzták a testét a vízből, és otthagyták temetetlenül. Később, Scythia Minor hívő helytartója, Junius Soranus az ereklyeként tisztelt holttestet átvitette a Római Birodalomba, és a gótok ortodox papi testületével egyetértésben kappadókiai szülőföldje templomának ajándékozta. 
Valentinianus és Valens uralkodása alatt, Modestus és Arintheus konzulsága alatt halt vértanúhalált, 372-ben. Földi maradványait a keresztények elvitték és elrejtették addig, amíg nem tudták  biztonságos megőrzésre a Római Birodalomba küldeni. Itt Ascholius, Thesszalonika püspöke vette gondjaiba őket .
373-ban vagy 374-ben Caesareai Basil kérte, hogy küldjék el neki az ereklyéket a kappadókiai Caesareába. Ekkor született az a kísérő levél, amelyben el van írva Szabbász mártíromsága. A levél címe: „Isten gótiai Egyházának levele az Isten Egyházának, ami Kappadókiában van és az Egyetemes Szent Egyház összes helyi egyházához”. Ezt a levelet valószínűleg Tomiszi Szent Bretannio írta görög nyelven.

## Jelentősége
Válaszul Basil két levelet is írt Ascholius püspöknek, melyekben Sabbas erényeit magasztalta, „Krisztus bajnokának” és „az Igazság mártírjának” nevezve őt.
Szabbász ünnepe mártírhalála napján van, a római mártirológiában április 12-én, az ortodox egyházban április 28-án. Az ortodox egyház úgy emlékezik rá, mint "a szent, dicsőséges és győztes nagy Szabbász mártír".
Vértanúaktájának értéke a történészek számára abban rejlik, hogy egyedülálló bepillantást enged a gót falusi életbe, társadalmi berendezkedésbe és gót kormányzati rendszerbe, ami alapján általános képet kaphatunk a Gót Királyság életéről.

## Fordítás
Ez a szócikk részben vagy egészben  a   Sabbas the Goth című angol Wikipédia-szócikk ezen változatának fordításán alapul.  Az eredeti cikk szerkesztőit annak laptörténete sorolja fel. Ez a jelzés csupán a megfogalmazás eredetét és a szerzői jogokat jelzi, nem szolgál a cikkben szereplő információk forrásmegjelöléseként.